# Françoise Dumas
Pour les articles homonymes, voir Dumas.
 (juillet 2019).
Françoise Dumas, née le 12 avril 1960 à Alès (Gard), est une femme politique française.
Elle est députée de la 1re circonscription du Gard de 2012 à 2022 (PS jusqu'à juin 2017, puis LREM), vice-présidente puis présidente de la commission de la Défense nationale et des Forces armées de 2019 à 2022.

## Biographie

### Famille
Son père Gérard est viticulteur; elle est l'aînée de trois filles. Ayant hérité avec ses sœurs d'une propriété viticole, elle assure en 2019 ne pas savoir « comment la transmettre ». 

### Carrière professionnelle
Elle commence sa carrière d'assistante sociale en septembre 1986, au service de l'Aide sociale à l'enfance du conseil général du Gard. En 1994, elle est reçue au concours d'attaché territorial et poursuit ses missions au sein de l'ASE du Gard. En juin 2001, elle devient conseillère technique au cabinet de Damien Alary, élu président du conseil général du Gard, chargé du secteur médico-social et de l’insertion. De septembre 2008 à son élection en tant que députée, elle dirige le service de la gestion locative de l'OPDHLM Habitat du Gard.
En mai 2024, elle devient présidente de la Commission nationale indépendante de reconnaissance et de réparation des préjudices subis par les harkis (CNIH).

## Carrière politique

### Mandats nationaux

#### XIVelégislature (2012-2017)
Elle est élue députée de la première circonscription du Gard lors des élections législatives de 2012 face à Yvan Lachaud, président sortant du groupe UDI à l'Assemblée nationale. 
De novembre 2015 à mars 2016, elle est nommée responsable pour la proposition de loi « Protection de l’Enfant » qui vise à améliorer la gouvernance nationale et locale de la protection de l'enfance, à contribuer à la sécurisation du parcours et du statut de l'enfant protégé. Fin 2015, à la suite des attentats du Bataclan, elle participe à l’élaboration du rapport Fenech-Pietrasanta, en tant que membre de la Commission d’enquête relative aux moyens mis en œuvre par l'État pour lutter contre le terrorisme. Après plus de 190 auditions et déplacements, le rapport, qui formule une quarantaine de propositions, est remis à Manuel Valls le 5 juillet 2016.

#### XVelégislature (2017-2022)
Elle est réélue députée avec 54,55 % des voix. Son suppléant est Lionel Depetri.
En juin 2020, elle succède à Christian Cambon à la présidence de la délégation parlementaire au renseignement.
Candidate à sa réélection aux législatives de 2022, elle est battue par Yoann Gillet, en obtenant près de 48 % des suffrages au second tour.
À la rentrée suivante, elle devient chargée de mission auprès du secrétaire général de la Garde nationale, Louis-Mathieu Gaspari .

### Mandats locaux
En 2013, elle démissionne de la vice-présidence du Conseil régional, où elle est remplacée par Hélène Giral, pour mener campagne aux municipales de 2014 à Nîmes. En 2014, Françoise Dumas est désignée tête de liste PS à Nîmes. Elle se qualifie pour le second tour en rassemblant 14,73 % des suffrages exprimés. Au second tour, elle fait face à une quadrangulaire dont elle sort dernière, la liste menée par Sylvette Fayet (Front de gauche/EELV) réalisant un meilleur score. Elle est élue conseillère municipale de Nîmes.

### Affaire
En novembre 2019, Le Canard enchaîné avance que Françoise Dumas a fait construire sans autorisation une piscine en empiétant sur un terrain appartenant en partie à la ville de Nîmes,. Le 29 novembre, le parquet de Nîmes a ouvert une enquête préliminaire concernant cette affaire. Le 14 octobre 2021, le Procureur de la République de Nîmes a classé l'affaire et n'a retenu aucune infraction pénale sur la construction sans autorisation ni sur l'occupation du domaine public.

### Prises de position
En octobre 2015, lors de la crise migratoire en Europe, elle se prononce en faveur de l'accueil de « réfugiés » dans le Gard.
Elle a copiloté, avec la députée du Nord Anne-Laure Cattelot, la cellule mise en place par LREM en 2019 afin mettre en oeuvre « une stratégie sur tous les territoires où le Rassemblement National pourrait l'emporter [afin de l'en] empêcher ».

### Engagements personnels
Elle est membre, selon Jacques Molénat, de l'obédience maçonnique Le Droit humain.